# Impatientinum smilaceti
Impatientinum smilaceti är en insektsart. Impatientinum smilaceti ingår i släktet Impatientinum och familjen långrörsbladlöss. Inga underarter finns listade i Catalogue of Life.